# Ion Horvath
Ion Horvath (ur. 12 sierpnia 1912 w Lugoju, zm. ? tamże), znany także jako János Horváth – rumuński zapaśnik. Uczestnik Igrzysk Olimpijskich w 1936 w Berlinie. Na igrzyskach uczestniczył w turnieju w wadze do 61 kg, na których zajął 9. miejsce odpadając w czwartej rundzie. W Berlinie wygrał dwie walki (jedną na punkty i jedną przed czasem) a przegrał dwie przed czasem.
Brązowy medalista mistrzostw Europy w 1934 roku.